# Sharif Dean
Sharif Dean (Casablanca, 14 de agosto de 1947 — Oran, 14 de fevereiro de 2019), nome artístico sharafedinne Kharroubi, foi um cantor e compositor franco-argelino.

## Carreira
Nascido no Marrocos, mudou-se para Paris ainda na infância, ganhando em 1964 o show de talentos da Radio Monte Carlo. Chegou a estudar em Bruzelas e obteve um diploma universitário de filosofia e literatura em 1971, dedicando-se posteriormente à carreira artística.
Seu primeiro single, Mary-Ann (lançado em 1972 e produzido pelo belga Jean Huysmans), não foi um sucesso de vendas. Um ano depois, ganhou projeção com Do You Love Me?, que teve a participação da cantora Evelyne D'Haese e rendeu a Sharid Dean um disco de ouro. A música ficou em primeiro lugar nas rádios belgas e também se destacou nas paradas musicais da França, Países Baixos, Alemanha Ocidental e Brasil. Em 1974, lançou No More Troubles, outro single conhecido em sua carreira.

## Morte
Sharif Dean morreu em 14 de fevereiro de 2019, em Oran, na Argélia, após complicações de uma diabetes que o acometia por algum tempo.